# Édouard Schuré
Édouard Schuré, född 21 januari 1841 i Strasbourg, död 7 april 1929 i Paris, var en fransk författare och esoteriker.

## Biografi
Édouard Schuré skrev böcker om musikalisk historia, muskdramer samt om mysticism, noveller och dramer. Han var vän med Richard Wagner.
Schuré förde i sin bok Les grands initiés (1889) fram tanken att den antika världens stora profeter och andliga lärare alla var invigda i ett hemligt brödraskap som förvaltade den eviga visheten. I mysteriernas form hade de förmedlat sanningen till ett fåtal invigda. En av dessa adepter var Kristus. Schuré var för övrigt en av de första som lanserade tanken att Jesus hade tagit del av hemlig undervisning hos esséerna, en judisk riktning som esoterikerna anser sig befryndade med.

## Skrifter i urval
- Histoire du drame musical. 1, La musique et la poésie dans leur développement historique (1876) ; 2, Richard Wagner, son œuvre et son idée (1895)
- Souvenirs sur Richard Wagner (1900)
- Légendes d'Orient et légendes d'Occident (1910)
- Les grands initiés: esquisse de l'histoire secrète des religions (1889)
- La vie mystique (1893)
- Les enfants de Lucifer (pjäs, 1900)
- Léonardo de Vinci (1905)
- La prêtresse d'Isis  (roman, 1907)
- L'Âme des temps nouveaux (1909)
- From Sphinx to Christ: an occult history (ca 1913)
- La druidesse: précédée d'une étude sur le réveil de l'âme celtique (1914)
- Merlin l'enchanteur

### På svenska
- Pytagoras' lif och lära (översättning Gunilla von Düben, Skoglund, 1909)
- Hermes och Mose (översättning Gunilla von Düben, Skoglund, 1910)
- Österland och Västerland (översättning Anna Bagge, Wahlström & Widstrand, 1924)
- Tre stora siare: Orfeus, Platon, Jesus (översättning Thorborg Claesson, Almqvist & Wiksell, 1924)

### Webbkällor
- Schuré, Édouard i Nordisk familjebok (andra upplagan, 1916)